# اردوان روزبه
اردوان روزبه (زادهٔ ۱۳۴۸ در بجنورد) روزنامه‌نگار، فتوژورنالیست و پژوهشگر ایرانی در حوزهٔ آسیب‌های اجتماعی است. او همچنین به‌عنوان وبلاگ‌نویس و تهیه‌کننده برنامه‌های رادیویی فعالیت می‌کند. از جمله فعالیت‌های او می‌توان به راه‌اندازی نشریهٔ پارسی‌زبان «مونوریل» در مالزی اشاره کرد. اردوان روزبه مدیر «رادیو کوچه» و «مونوریل» و بنیان‌گذار نشریهٔ «هفت» در ایالات متحده آمریکا است.

## زندگی‌نامه
وی در ابتدای نوجوانی این دوره‌ها را به همراه چند تن از دوستان در انجمن سینمای جوان ایران و کانون پرورش فکری کودکان و نوجوانان در سنین پایین در قوچان، مشهد و تهران در آن مراکز آموخت. او عکاسی را از سال ۱۳۶۴ آغاز کرد. سال ۱۳۶۷ به سرویس اجتماعی روزنامه قدس پیوست. مجموعه گزارش‌هایی از مردم، بازگشت اسیران ایرانی از عراق، موضوعات شهری و همچنین عکس‌هایی از موضوعات اجتماعی محصول فعالیت این دوره از فعالیت های اردوان روزبه است. وی در این دوره دو نمایشگاه عکس با نام‌های «سایه سار تصویر» و «پشت‌شبکیه» با نگاه به مسائل اجتماعی آن زمان برگزار کرد.

در سال ۱۳۷۰ به همراه محمدصادق جوادی‌حصار و ناصر آملی اولین شماره‌های روزنامه توقیف شده توس را منتشر کردند. پس از آن در سال ۱۳۷۱ به روزنامه خراسان پیوست و همزمان سردبیر هفته‌نامه خاوران بود. در روزنامه خراسان وی تهیه گزارش‌های حوزه شهری سرویس اجتماعی را بر عهده داشت و پس از آن نیز دبیر سرویس جوانان این روزنامه شد. در سال ۱۳۷۴ از روزنامه خراسان نیز جدا شد و به صورت اختصاصی در حوزه اجتماعی و افغانستان با نشریات مختلف همکاری کرد.

از سال ۱۳۷۶ صاحب امتیاز هفته‌نامه خاوران شد که در روزهای ابتدایی دولت اصلاحات با گروهی از نویسندگان جوان نظیر فرهاد جعفری، محمد رمضانی فرخانی، امیر شهلا، رضا خجسته، شهریار وقفی پور و برخی روزنامه‌نگاران دیگر شکل گرفته بود. با شکایت هیئت نظارت بر مطبوعات در سال ۱۳۷۸ انتشار آن توقیف و پرونده این نشریه به دادسرای کارکنان دولت و سپس به شعبه دوازدهم دادگاه عمومی مشهد ارسال شد.

پس از آن، در حوزه آسیب‌شناسی اجتماعی ماهنامه‌ای را با جمعی دیگر نظیر آرش وظیفه‌دان، محمد شهری، محمد قادری و دیگر آسیب شناسان اجتماعی منتشر نمود. در سال دوم انتشار این نشریه نیز لغو پروانه شد. این روزنامه‌نگار همچنین مدرس روزنامه‌نگاری مدیا و اصول روزنامه‌نگاری در چند دوره آموزشی نیز بوده است. او همچنین عضو هیئت مؤسس انجمن صنفی مدیران مطبوعات خراسان و هیئت مدیره آن و هم چنین دو دوره عضو هیت مدیره و بازرس خانه مطبوعات بوده است. در انجمن عکاسان خراسان نیز وی یک دوره منتخب اعضا بوده است. او همچنین عضو شورای سیاست‌گذاری اولین دوره برگزاری نمایشگاه بین‌المللی فناوری اطلاعات ELECIT بوده است. حاصل فعالیت‌های او تهیه گزارش، نوشتار و عکس از بیش از پانزده کشور نظیر افغانستان، ایران، عراق، اتحادیه اروپا، امارات متحده عربی، مالزی و آسیای میانه بوده است.
در زمان حمله نیروهای ناتو و آمریکا به افغانستان مجموعه عکس‌هایی از زندگی مردم در اردوگاه‌ها تهیه کرد که در نمایشگاهی تحت عنوان «ما هیچ، افغانستان هیچ» به نمایش درآمد.
پس از آن نیز مصاحبه‌های رادیویی و مکتوب با چند نفر از فرماندهان نظامی، دولت‌مردان و نمایندگان پارلمان این کشور داشته است. وی در همین زمینه پایان‌نامه‌ای را با عنوان «تأثیر رسانه بر تغییر حکومت‌ها» در دست تدوین دارد که به عنوان جامعه نمونه به افغانستان و تأثیر رسانه‌ها در چهل سال گذشته آن می‌پردازد.
اردوان روزبه در مرداد ۱۳۸۵، درحالی که ۳۵ سال سِن داشت به رادیو زمانه پیوست. وی از ابتدای تأسیس رادیو زمانه تا آذر ۱۳۸۸ در تیم برنامه سازان رادیو زمانه بوده است.
وی در سپتامبر ۲۰۰۹ با ایده رسانه تکثرگرا و کم هزینه رادیو کوچه را راه‌اندازی کرد. این رادیو، در حال حاضر روزانه دارای پخش است که در حوزه‌های فرهنگ، اجتماع، اندیشه و سیاست و خبر فعال است.
اردوان روزبه از ژوئن ۲۰۱۱ نشریه‌ای را در آمریکا با نام «هفت» راه‌اندازی کرده است که سردبیری آن را بر عهده دارد. این نشریه به حوزه فرهنگ عمومی و خبر، تحلیل و گزارش در حال حاضر با گستره آمریکای شمالی می‌پردازد.

## تحصیلات
وی علاوه بر آموختن روزنامه‌نگاری در دوره‌های آکادمیک دوره‌هایی را نیز در زمینه مدیریت رسانه، چندرسانه‌ای، خبر، تارنماهای خبری آنلاین، عکاسی برای مطبوعات، مصاحبه، شهروند خبرنگار و تهیه‌کنندگی رادیویی، در انگلیس، هلند، دانمارک و ایران گذرانده است.

## نمایشگاه‌های عکس
- نمایشگاه سایه سار تصویر (۱۳۶۹)
- نمایشگاه پشت شبکیه (۱۳۷۰)
- نمایشگاه ماهیچ افغانستان هیچ (۱۳۸۰)
- نمایشگاه غریبانه (۱۳۸۲)
- نمایشگاه از نگاه دیگران (۱۳۸۳)
- نمایشگاه عکس در کالج مونتگومری در ایالت مریلند (۲۰۱۶)